# 文書仮説

文書仮説（もんじょかせつ、ぶんしょかせつ、英: Documentary hypothesis, 独: Urkundenhypothese）とは、モーセ五書（旧約聖書のうちの最初の5文書）は、元々それぞれ独立・完結している諸文書をのちに編者が組み合わせることによって、現在見るような形として成立したとする説である。

## 概要
一人の人間（モーセ）によって書かれたとする、ユダヤ教・キリスト教の古代以来の伝統的理解と対立する。元の諸文書の数は4種と想定されることが多いが、文書の数はこの仮説の本質的部分ではない。
この仮説は、18〜19世紀に、聖書の矛盾点を整合化する試みから発展したものである。19世紀末までには、4種の原資料があり、これを編者集団 (R) が編纂したという、大体の意見の一致に至った。この4種の原資料は J（ヤハウィスト資料）、E（エロヒスト資料）、D（申命記史家）、P（祭司資料）として知られる。
ドイツの神学者にして聖書学者ユリウス・ヴェルハウゼン（1844–1918）の研究は特に重要で、彼はこの4種の原資料の成立年代順序を JEDP と推定し、祭司の権力が増大していくという、ひとつの一貫したイスラエル宗教発展史を設定した。ヴェルハウゼンのモデルでは、この四資料は次のような出自を持つと考えられる。
- J - Jahwist（ヤハウィスト）の略。紀元前950年頃にユダ王国で書かれた。
- E - Elohist（エロヒスト）の略。紀元前850年頃に北イスラエル王国で書かれた。
- D - Deuteronomium（申命記）の略。紀元前7世紀のユダ王国の宗教改革時に書かれた。
- P - Priesterschrift（祭司資料）の略。紀元前550年頃のバビロン捕囚以降に書かれた。

この仮説を塗り替えようとする様々な新しいモデルが（特に20世紀後半以降）提案されつづけているが、これらの考え方や術語は、新しい諸理論になお、基本的枠組みを提供し続けている。

## ヴェルハウゼン以前
「律法」（モーセ五書）自体にも、また他の旧約文書を含む早い段階のユダヤ教文書にも、「律法」の著者に関する直截的言及はなく、こういった文書の匿名性は古代オリエントでは極めて当然のことであった。ユダヤ教が、作者性を重んじるギリシア＝ローマ文明に接触する時代になって初めて、ヨベル書に見られるように、「律法」の著者をモーセに帰する記述が現れる。
中世やルネサンス期においては、モーセを著者とみなす見解は極めて広く支配的となり、懐疑的な意見はわずかに見出せるだけであるが、17世紀に入ると、より綿密な考査が行われ始める。トマス・ホッブズは『リヴァイアサン』33章において、申命記34章6節（モーセの死の記述）、民数記21章14節（民数記より古い時代の本に、モーセの業績に関する記述がある）、創世記12章6節（執筆時に、もはやカナン人がいないことを示唆する記述）等を引用して、これらのいずれもがモーセによるものではないと結論している。他に、イザーク・ラ・ペレール、バールーフ・デ・スピノザ、リシャール・シモン、ジョン・ハムデンなども同じ結論に至ったが、彼らの著作は発禁となったり、中には幽閉され発言を撤回させられたものもおり、またスピノザなどは殺されそうになりさえした。
1753年、フランスの医学者ジャン・アストリュクが匿名で『モーセが創世記を書くにあたって利用したと思われる原典についての推論』を発表した。ホッブスやスピノザの仕事を「前世紀の病」と呼んだように、アストリュクの目的は彼らへの反駁であった。アストリュックは、すでに学者たちがイーリアスのような古典文学に対して使っていた、様々のヴァリアントを篩にかけ、もっともオリジナルの近いテキストにたどりつくための分析法を、創世記に用いてみた。まず、矛盾ない一繋がりのテキストを特定できると思われる二つのマーカーを見分けることから始めた。このマーカーとは、「ヤハウェ」と「エロヒム」という神名、それから重複する記事である。後者は、たとえば二つの世界創世神話（1章と2-3章）、サラを人妻と知らず迎え入れる人々の話（12章と20章）などである。それからこれらの章節を、異なるカラムに分けた。「エロヒム」の節はあるカラムに、「ヤハウェ」の節は次のカラムに、それとは別に重複する記事はまたそれぞれのカラムにといった具合に。この並行するカラムは、同じ出来事に言及したそれぞれ二つの長い物語を含みつつ、構成されていた。アストリュックは、これらがモーセが使っていたオリジナルの文書であり、モーセによって書かれた創世記もこのようなもので、並行する記事はそれぞれ別に読まれていたことを意味するのではないか、と提唱するに至った。そして、後世の編纂者が、この二つのカラムを一つの物語に編集し、それによってホッブスやスピノザが指摘した矛盾や重複が生まれたのではないかと考えた。
アストリュックが史料批判のために用いた方法論は、続く学者たち、特にドイツ人学者によって大いに発達した。ヨーハン・ゴットフリート・アイヒホルンは1780年以降、モーセ五書全体にこの分析を拡張させ、1823年までに、モーセはいずれの文書にも関与していないという結論に至った。1805年、ヴィルヘルム・デ・ヴェッテは、申命記は第三の独立した資料であると結論した。1822年ごろ、ヘルマン・フプェルトはエロヒスト資料が二つの資料からなり、二つを分離すべきであると提唱した。このもう一つの資料が祭司資料である。フプェルトはまた、四種の資料からモーセ五書を編んだ（最終的な）編集者の重要性も強調している。モーセ五書の全てがこの四資料に帰されるわけではなく、それ以外の出自を持つと思われる小さな箇所もおびただしく存在すると考えた。たとえば、レビ記の17章〜23章には神聖法典が含まれている。
学者たちは、四資料の成立の順序と年代、それから、これらを誰がなぜ生み出したのかも明らかにしようと試みた。スピノザ以来、申命記は前7世紀ヨシヤ王の治世下のエルサレム神殿の祭司らとつながっていると考えられていたが、デ・ヴェッテは、1805年、どの資料もダビデ王の時代以前には遡らないと結論した。これ以外にも、学者たちは四資料成立順を PEJD、EJDP、JEDP といったよう様々に論じたものの、満足な結論には至らなかった。

## （グラフ＝）ヴェルハウゼン説
1876〜77年、ヴェルハウゼンは Die Composition des Hexateuchs und der historischen Bücher des Alten Testaments（旧約聖書のモーセ六書と歴史書の構成）を出版し、この論文において、モーセ五書が4つの資料に起源を持つことを説明している。これに続き、1878年、Prolegomena zur Geschichte Israels（イスラエル史序説）において、非キリスト教的・ユダヤ教的立場から古代イスラエルの宗教の発展史をなぞる試みをしている。ヴェルハウゼンの研究の個々を取り出してみれば新しいものはほとんどないが、過去の研究を篩にかけ、それを組み合わせ、モーセ五書とユダヤ教の起源に関する論理的に一貫した包括的な理論を打ち立てた。その説得力ゆえに、続く1世紀間、学界では支配的な説となった。

### 諸資料の区分け
ヴェルハウゼンは、先行する研究同様に、（語彙を含む）文体、神名、重複記事を基準に諸資料を区分けしていった。J資料は豊かな説話的文体と関係しており、それにくらべてE資料はやや豊かさに欠ける文体、Pの言葉は無味乾燥で法律至上的である。神名や、神の山をホレブ（E と D）と呼ぶかシナイ（J と P）と呼ぶかなどの使う語彙の違い。

## 2つの立場説
旧約聖書を批判的に分析研究する学問を旧約聖書学の内、文書仮説、高等批評といい、その研究の結果、『創世記』では、2つの立場（信仰）の「天地創造」が併記されていることが明らかになったと主張される。下記の経緯をたどった結果、祭司記者資料の部分ではいくつかの点でバビロニア神話との類似点が見られる。むしろ、バビロニア神話を含む先行する神話を素材にして、それらを換骨奪胎して、新しい天地創造物語を作り出したというのが実態に近い。以下にそのあらすじを示す。
ただし、保守的な教会はこれを認めていない。

### アダムとエバ
『創世記』の創造の箇所は、聖書の文献批判的研究の聖書学での文書仮説では二つの異なる伝承の組み合わせになっていると考えられている。その分類に基づくアダムとエバの創造の記述は以下の通りである。
- 祭司資料による伝承（『創世記』1:27–1:31）
  - （3日目に乾いた陸と植物が創られ、5日目に水中の生き物が創られ、6日目にまず地上の動物が創られた。）
  - 全能者である神エロヒムは自らにかたどって人間を創造した。
  - 男と女は同時に創造された。
  - 神は男女を祝福し、子孫を増やして地上に満ちて地を支配するよう命じた。

- ヤハウィスト資料による伝承（『創世記』2:6–2:25）
  - 主なる神ヤハウェが天と地を作ったとき、地に木も草もまだ生えていなかった。神は雨を降らせていなかったが、地は「泉」（地下からの水）で潤っていた。神は土の塵（アダマ）から人（アダム）を形作り、その鼻から命の息吹を吹き込んだ。のち、草木を創りエデンの園を管理させた。
  - アダムが動物の中で自分に合うふさわしい助け手を見つけられなかったので、神はアダムを眠らせ、あばら骨の一部をとって女をつくった。
  - アダムは女を見て喜び、男（イシュ）からなったものという意味で女（イシャー）と名づけた。

一般にはヤハウィスト資料のアダムとエバの創造物語が有名であり、中世においては、この部分の記述から「男のあばら骨は女より一本少ない」と真剣に考えられていた。かつては（その解釈が聖書の著者の意図に沿っているのかどうかはともかく）女性蔑視の根拠となったこともあるが、祭司資料においてはより人間賛美的・男女同権的思想であるといえよう。

### 文書仮説による天地創造の内容の理解

#### 『創世記』1章1節 – 2章4節前半　天と地の創造
- はじめに（ヘブライ語：ベレシース、beresit）、神により天と地が造られた。地には何もなく闇が水の面にあり神の霊が水面をおおっていた。神が「光（ヘブライ語：オール）あれ」といい、光が造られた。光と闇が別けられた。光が昼、闇が夜と名づけられた。夕があり朝があり第一日となった。
- 二日目は水が上下に分けられて空が作られた。空は天と名づけられた。
- 三日目は水を集め乾いた所をつくり、そこを地と名づけ、水の集まった場所を海と名づけた。地の上に草、種をもつ草、果樹が造られた。
- 四日目は空に2つの大きな光体（ヘブライ語：マオール、発光体の複数形）を造る。大きい光体と小さい光体と星が作られ昼と夜をつかさどらせた。
- 五日目は水の生き物である海の大いなる獣と水の全ての動く生き物と翼ある全ての鳥が造られた。
- 六日目は、地の生き物の家畜、這うもの、地の獣が造られた。神は「われわれのかたちに、われわれをかたどって人をつくり・・」と語り、海の魚、空の鳥、家畜、地の全ての獣・這うものを治めさせる人間の男と女を創造した。

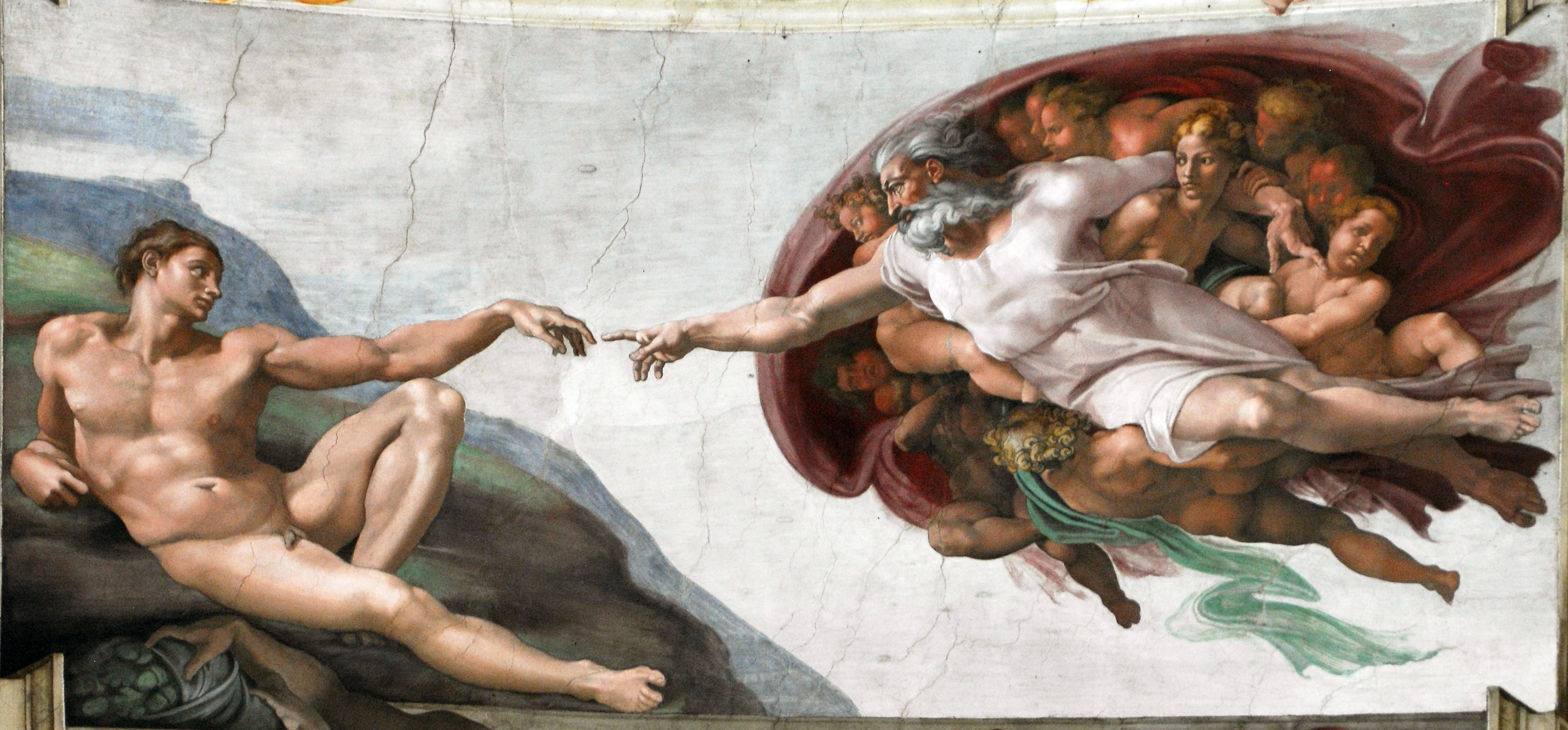
アダムの創造。ミケランジェロによるシスティーナ礼拝堂の天井画より。

#### 『創世記』2章4節後半 人の創造
神は土のちり（アダマ）で人（アダム）をつくり、その鼻に息（ルーアハ）を吹き入れ、人を創造する。また、神は、人・男の助け手として、男（イシュ）から取ったあばら骨から女（イシャー）を創造する。

### 『創世記』1章1節 – 2章4節前半：「祭司記者資料」
『創世記』1章1節 – 2章4節前半では、創造主をエロヒムと呼ぶ（なお漢訳聖書では「神」と訳し、明治の日本の聖書も訳語を引き継いだ）。
この物語の部分は、祭司記者資料と呼ばれる（頭文字を取りP資料ともいう）。紀元前587年に南王国ユダが新バビロニア帝国に敗れ、エルサレム神殿が徹底的に破壊され、その当時の指導者層の人々がバビロニアに連行された（これをバビロニア捕囚という）。規模は、数千人 - 数万人と言われている。圧倒的なバビロニアの神々の宗教（主神マルドゥク）に囲まれ、今までの神ヤハウェ信仰が危機の状態に陥り、民族が自信を失っていた。この様な状況の下で祭司職人（現在祭司記者と呼んでいる）の中から、バビロニアの神話に対抗する形で、自分たちの信仰書を作り出し（創造信仰）、この危機状況から再び生きる力を生み出していった。
バビロニアの創造物語は紀元前1500年頃に作られたと言われており、この祭司記者たちはその内容を知っていて、それを否定し乗り越えるかたちで神ヤハウェを受け止め直して信仰を記述している。例えば、その神話では、新バビロニアでは極端な階層社会であり、その頂点に立つ王だけが神・神の子であり政治支配の正当化を強めているが、『創世記』では人間は全て神から神の似姿として作り出され平等（みな神の子である）であることが主張され信仰告白されている。このように『創世記』は、素朴な伝承・神話などではなく、当時の知識階層が執筆した宗教書（表現形態は物語ではあるが神学書）である点が世界の他の天地創造物語とは異なる。

### 『創世記』2章4節後半 – 3章：「ヤハウィスト資料」
『創世記』2章4節後半 – 3章では、創造主をヤハウェ・エロヒムと呼ぶ（日本では主なる神または神である主と訳されている）。
この物語の部分は、ヤハウィスト（ヤーウィスト）資料と呼ばれる（同じくJ資料ともいう）。以前の学説では、ヤハウィスト（ヤーウィスト）資料は祭司記者資料よりも古いとされてきたが、研究が進み、表現形式・信仰内容も知識文学に近い部分もあり、現在では、上記バビロニア捕囚よりも後代という説が強くなってきている。この場合も、神話というものではなく、知識階層の人々が自分たちの信仰を執筆しており、ヤハウェ・エロヒムと人間に対し深い洞察がなされている。